# Olympische Jugend-Winterspiele 2016/Teilnehmer (Iran)
| Gelbes Symbol für Goldmedaillen mit stilisierten Olympischen Ringen | Graues Symbol für Silbermedaillen mit stilisierten Olympischen Ringen | Braundes Symbol für Bronzemedaillen mit stilisierten Olympischen Ringen |
| ------------------------------------------------------------------- | --------------------------------------------------------------------- | ----------------------------------------------------------------------- |
| —                                                                   | —                                                                     | —                                                                       |

Der Iran nahm an den Olympischen Jugend-Winterspielen 2016 in Lillehammer mit zwei Athleten in einer Sportart teil.

## Sportarten

### Ski Alpin
| Jungen            |              |             |    |             |    |             |     |
| Alireza Ahmadpour | Super-G      |             |    |             |    | DNS         | DNS |
| Alireza Ahmadpour | Riesenslalom | 1:32,64 min | 46 | 1:32,85 min | 36 | 3:05,49 min | 36  |
| Alireza Ahmadpour | Slalom       | 1:03,00 min | 42 | 1:00,71 min | 34 | 2:03,71 min | 34  |
| Mädchen           |              |             |    |             |    |             |     |
| Ava Javadi        | Riesenslalom | 1:58,39 min | 43 | 1:48,68 min | 37 | 2:47,07 min | 37  |
| Ava Javadi        | Slalom       | 1:21,34 min | 39 | 1:17,03 min | 33 | 2:38,37 min | 33  |